# Дзидаханов, Дмитрий Владимирович
Дми́трий Влади́мирович Дзидаха́нов (осет. Дзидаханты Владимиры фырт Дмитрий) — заслуженный тренер России (1998) и Туркменистана по вольной борьбе. Мастер спорта СССР.

## Биография
Окончил 10-летнюю среднюю школу в с. Коста в 1955 г.
В 1961 закончил Туркменский техникум механизации сельского хозяйства. В 1967 году окончил Туркменский государственный университет имени Горького по специальности «Физическое воспитание», присвоена квалификация учителя физического воспитания средних школ, квалифицирован на тренера-преподавателя по спорту первой категории по вольной борьбе. Мастер спорта СССР, заслуженный тренер Туркменской ССР.
Места работы:
- РШВСМ Туркменской ССР, тренер-преподаватель по вольной борьбе.
- Старший тренер отделения вольной борьбы при РШВСМ Туркменской ССР.
- Ашхабадский облсовет ДСО «Захмет», тренер по вольной борьбе.
- Северо-Осетинский совет ВДСО «Трудовые резервы», тренера по вольной борьбе

В 1985 году проходил курсы по повышению квалификации в институте физической культуры им. П. Ф. Лесгафта. Среди его многих воспитанников чемпион мира среди военнослужащих и чемпион России среди кадетов Вадим Наниев.
Работал тренером в спортивной обществе «Юность России». Другие ученики: Виталий Гульчеев — призёр Всесоюзного турнира Андиева, Эльбрус Рубаев, Юрий Мильдзихов — призёр первенства СССР среди юношей 1986, Эдуард Хубаев— призёр первенства среди юношей, 1987

## Награды и звания
- Медаль «Во Славу Осетии» (2009)[3]
- Заслуженный работник физической культуры Северной Осетии — Алании
- Заслуженный тренер России
- Мастер спорта СССР